# محمد حامد السقاف
الحبيب محمد بن حامد بن عمر السَّقّاف الصافي (1849 - 28 أغسطس 1920) (1265 - 13 ذو الحجة 1338) فقيه شافعي وفلكي حضرمي يمني. ولد في سيئون بحضرموت لعائلة حسينية من آل الصافي السقاف. قرأ القرآن الكريم بمعلامة جده الحبيب طه بن عمر الصافي على المعلم الشيخ عبد الرحمن الصبان، وأخذ عن والده بعض علوم اللغة العربية، وبرز في علوم الفلك والتقاويم. قام برحلات كثيرة. اشتغل بالتأليف ووضع الجداول الوقتية. تفرغ للدعوة وإقامة الدروس في مسجد الرياض بمدينة سيؤون، إضافة إلى دروسه الخاصة في داره. له ديوان شعر مخطوط، ومؤلفات عديدة. توفي بمكة ودفن في مقبرة المعلاة.

## نسبه
هو محمد بن حامد بن عمر بن محمد بن سقاف بن محمد بن عمر بن طه بن عمر به طه بن عمر الصافي بن عبد الرحمن بن محمد بن علي بن عبد الرحمن السقاف بن محمد مولى الدويلة بن علي بن علوي بن محمد بن علي بن علوي بن محمد بن علي بن علوي بن محمد بن علوي بن عبيد الله بن أحمد بن عيسى بن محمد بن علي العريضي بن جعفر الصادق بن محمد الباقر بن علي زين العابدين بن الحسين بن علي بن أبي طالب.

## سيرته
ولد سنة 1265 هـ/ 1849 م في مدينة سيئون بحضرموت في السلطنة الكثيرية ونشأ بها. والدته هي شفاء بنت محمد بن عبد الرحمن السقاف. حفظ القرآن على عبد الرحمن بن عبد الله الصبان، وتلقى علومه على والده وعلى محمد الحبشي، وأخيه عمر، ومحسن علوي السقاف، وعبد الرحمن علي السقاف، وعلوي محمد السقاف، وحسين أبي بكر السقاف، وعبد القادر السوم السقاف، ومحمد إبراهيم عيدروس، وعلي عبد الله شهاب الدين، وعمر حسن الحداد، وعيدروس عمر الحبشي وغيرهم كثير. وأخذ علم الفلك عن محمد يوسف الخياط المكي بمكة، ثم إذن له مشايخه بالتدريس والإفتاء فاشتغل بالتدريس والوعظ والإرشاد والتصوف وعلم الهيئة. وكان من مشاهير علم الفلك الإسلامي في حضرموت. وأخذ عنه كثير من علماء عصره في حضرموت واليمن والحجاز والصومال وجاوة..

توفي ليلة السبت 13 ذو الحجة 1338ه‍/ 20 أغسطس 1920 م بمكة، و دُفن في المعلاة بحوطة السادة العلويين. وله من أولاد سالم، وحامد، وعبد الله، وعبد الرحمن وأحمد. .

## شعره
له ديوان شعري مخطوط يشمل نصوصًا فصيحة وحمينية. جاء في معجم البابطين عنه «شاعر قليل الإنتاج، اقتصر شعره على المديح والشكر، متبعًا العروض الخليلي، ومسترفدًا طرائق القصيدة العربية القديمة من موضوع وتصوير وأساليب وغيرها من عناصر التشكيل التقليدية للقصيدة العربية. جل ما بقي من شعره قاله في شيخه ومعلمه معترفًا بفضله.» 

## آثاره
من مؤلفاته:
- «الفتاوى الكبرى»، في مجلدين.
- «الإتحاف بتقرير مسائل الأزورار والانعطاف»
- «القول السديد المنسوق لدى أولي النظر في كراهة الصلاة خلف المسبوق»
- «أحسن الوجوه في تحريم الصلاة في وقت المكروه»
- «الإنصاف في مسألة مستقيم بدون شق القاف»
- «القول الفصل الحازم في وجه تزويج مولية الحاكم»
- «نصب الشبك في اقتناص ما يحتاج إليه علم الفلك»
- «رسالة في الرد على الشيخ علي عمر باصبرين»

طبعت من مؤلفاته:
- «فتاوى بن حامد المسماة نيلُ المرام لنَفع الأنام»، اعتنى به علي بن سالم بن علي السقاف، دار الميراث النبوي، تريم، اليمن، 2012